# 1938 Lausanna
Az 1938 Lausanna (ideiglenes jelöléssel 1974 HC) a Naprendszer kisbolygóövében található aszteroida. Paul Wild fedezte fel 1974. április 19-én.